# 山本理仁
山本理仁（日语：山本 理仁，2001年12月12日—）是一名日本足球運動員，司職防守中場，目前效力於比利時職業聯賽的皇家聖特賴登。

## 外部連結
- Soccerway資料庫：山本理仁
- J.League （页面存档备份，存于）
- 山本理仁的X（前Twitter）
- 山本理仁的Instagram帳戶